# 旄牛县
旄牛县，中国古县名。
西汉元鼎六年（前111年）置，治所在今四川省汉源县西北九襄镇。以地接旄牛（一作氂牛）种羌族得名。先属沈黎郡，后属蜀郡。东晋永和中废。南朝宋复置，不久又废。 